# Trichoniscus bononiensis
Trichoniscus bononiensis är en kräftdjursart som beskrevs av Pljakic 1977. Trichoniscus bononiensis ingår i släktet Trichoniscus och familjen Trichoniscidae.

## Underarter
Arten delas in i följande underarter:
- T. b. sotirovi
- T. b. timocensis